# Jacek Jóźwiak
Jacek Jóźwiak (ur. 17 marca 1964) – polski koszykarz występujący na pozycji skrzydłowego, wielokrotny medalista mistrzostw Polski, po zakończeniu kariery zawodniczej trener koszykarski. Obecnie wykładowca Zakładu Teorii i Metodyki Zespołowych Gier Sportowych na Akademii Wychowania Fizycznego im. Eugeniusza Piaseckiego w Poznaniu.

## Osiągnięcia
Na podstawie, o ile nie zaznaczono inaczej.
Zawodnicze
- 3-krotny mistrz Polski (1984, 1989, 1990)
- 2-krotny wicemistrz Polski (1985, 1991)
- 2-krotny brązowy medalista mistrzostw Polski (1987, 1988)
- Zdobywca pucharu Polski (1984)
- Mistrz Polski juniorów (1983)

Trenerskie
- Finał mistrzostw Polski kadetów (1995)
- Brązowy medal mistrzostw Polski juniorów (1996)
- Awans do II ligi z drużyną Wielkopolanina (1998)